# Halecium plicatocarpum
Halecium plicatocarpum is een hydroïdpoliep uit de familie Haleciidae. De poliep komt uit het geslacht Halecium. Halecium plicatocarpum werd in 2003 voor het eerst wetenschappelijk beschreven door Vervoort & Watson. 